# Eurovision Song Contest 1981
Eurovision Song Contest 1981 blev for anden gang holdt i Dublin, Irland. I åbningssekvensen blev der gjort meget ud af, at vise både det gamle og det moderne Irland.
Cypern debuterede, Jugoslavien og Israel vendte tilbage men Italien meldte af ukendte grunde af. Det samme gjorde Marokko.
For første gang kunne man følge konkurrencen i Egypten.

## Deltagere og resultater
| Land (Sprog)   | Solist                         | Sang (Uofficiel oversættelse)                              | Plads. | Point |
| -------------- | ------------------------------ | ---------------------------------------------------------- | ------ | ----- |
| Østrig         | Marty Brem                     | Wenn du da bist Når du er der                              | 17     | 20    |
| Tyrkiet        | Modern Folk Trio & Aysegül     | Dönme dolap Karrusellen                                    | 18     | 9     |
| Vesttyskland   | Lena Valaitis                  | Johnny Blue                                                | 2      | 132   |
| Luxembourg     | Jean-Claude Pascal             | C'est peut-être pas l'Amérique Dette er måske ikke Amerika | 11     | 41    |
| Israel         | Habibi                         | Halaylah I nat                                             | 7      | 56    |
| Danmark        | Debbie Cameron & Tommy Seebach | Krøller eller ej                                           | 11     | 41    |
| Jugoslavien    | Seid-Memic Vajta               | Leila                                                      | 15     | 35    |
| Finland        | Riki Sorsa                     | Reggae OK                                                  | 16     | 27    |
| Frankrig       | Jean Gabilou                   | Humanahum Menneskenes land (latin)                         | 3      | 125   |
| Spanien        | Bacchelli                      | Y solo tu Og kun dig                                       | 14     | 38    |
| Holland        | Linda Williams                 | Het is een wonder Det er vidunderligt                      | 9      | 51    |
| Irland         | Sheeba                         | Horoscopes Stjernetegn                                     | 5      | 105   |
| Norge          | Finn Kalvik                    | Aldri i livet Aldrig i livet                               | 20     | 0     |
| Storbritannien | Bucks Fizz                     | Making your mind up Tænk dig om                            | 1      | 136   |
| Portugal       | Carlos Paião                   | Play-back                                                  | 18     | 9     |
| Belgien        | Emly Starr                     | Samson                                                     | 13     | 40    |
| Grækenland     | Yiannis Dimitras               | Feggari kalokerino Sommermåne                              | 8      | 55    |
| Cypern         | Island                         | Monika                                                     | 6      | 69    |
| Schweiz        | Peter, Sue & Marc              | Io senza tei Jeg uden dig                                  | 4      | 124   |
| Sverige        | Björn Skifs                    | Fångad i en dröm Fanget i en drøm                          | 10     | 50    |